# Железников, Владимир Карпович
Владимир Карпович Железников  (26 октября 1925, Витебск — 3 декабря 2015, Москва) — советский и российский детский писатель, кинодраматург. Лауреат Государственной премии СССР (1974, 1986), заслуженный деятель искусств Российской Федерации (1995).

## Биография
Родился в семье пограничника. В 1945 году переехал в Москву. Учился в артиллерийском училище, в юридическом институте. В 1957 году окончил Литературный институт имени А. М. Горького. Работал в журнале «Мурзилка». Своими учителями называл писателя Виталия Бианки и художника Владимира Лебедева.

## Творчество
Книги Владимира Карповича Железникова переведены на многие языки мира, они посвящены отношениям между людьми, проблемам взросления, детству, отрочеству. Они стали классикой отечественной детской литературы, входят в школьную программу.
Первая его книга — «Разноцветная история» вышла в 1960 году.
Писатель обладает способностью передавать остроту и драматизм детского мировосприятия, когда пустячное для взрослых событие может вырастать в глазах ребёнка до масштабов трагедии.
Рассказ «Космонавт» представлял СССР (наряду с рассказами Р. Погодина, О. Донченко, М. Мревлишвили, Я. Раннапа, Х. Назира) в сборнике рассказов писателей разных стран «Дети мира» (1962), подготовленном международной редакционной коллегией (издан в СССР в 1965 году).
Как кинодраматург дебютировал в 1970 году фильмом «Серебряные трубы».

С 1988 года Железников являлся художественным руководителем киностудии «Глобус», которая снимает фильмы для детей.
Умер на 91-м году жизни 3 декабря 2015 года. Похоронен на Троекуровском кладбище.
В доме-музее Паустовского в Тарусе обустроен мемориальный кабинет Железникова.
Дочь — Татьяна Владимировна Железникова, пианистка, с 1968 года работает концертмейстером в Московской консерватории.

## Фильмография
В качестве автора и соавтора сценариев принимал участие в создании фильмов:
- 1965 — Путешественник с багажом
- 1970 — Серебряные трубы (совместно с Алексеем Леонтьевым)
- 1972 — Нежданный гость
- 1972 — Чудак из пятого «Б»
- 1976 — Пропал и нашёлся
- 1978 — Старомодная комедия
- 1983 — Чучело
- 1984 — Второй раз в Крыму
- 1984 — Мой друг Сократик
- 1986 — Очень страшная история
- 1987 — Мужские портреты
- 1990 — Воспоминание без даты
- 1991 — Безумная Лори
- 1992 — Прекрасная незнакомка
- 1997 — Маленькая принцесса
- 1999 — Русский бунт, Обыкновенный большевизм
- 2003 — Игры мотыльков
- 2009 — Чучело 2

## Звания и награды
- Государственная премия СССР (1974) — за сценарий к фильму «Чудак из пятого „Б“»
- Орден «Знак Почёта» (27 октября 1975 года)
- Государственная премия СССР (1986) — за сценарий к фильму «Чучело»
- Заслуженный деятель искусств Российской Федерации (17 марта 1995 года) — за заслуги в области искусства[1].
- Орден «За заслуги перед Отечеством» IV степени (27 декабря 2005 года) — за большой вклад в развитие отечественной литературы и многолетнюю творческую деятельность[5]